# امیرخان‌لی (زنگلان)
امیرخان‌لی (ترکی آذربایجانی: Əmirxanlı) یک منطقهٔ مسکونی در جمهوری آرتساخ است که در استان کاشاتاق واقع شده‌است.